# Nine Mile (Jamajka)
Nine Mile – wieś w regionie Saint Ann na Jamajce, kilka mil od Brown’s Town. Tu urodził się i został pochowany „król reggae” - Bob Marley.

## Muzeum i Mauzoleum Boba Marleya w Nine Mile
21 maja 1981 roku Bob Marley został tu pochowany razem ze swoją gitarą Gibson Les Paul, Biblią otwartą na Psalmie 23 i garścią gandzi. Jego ciało spoczęło w dwuipółmetrowym marmurowym grobowcu nad ciałem jego przyrodniego brata Anthony’ego Bookera i obok mauzoleum jego matki Cedelli Booker. Mauzoleum Boba Marleya w Nine Mile jest prowadzone przez członków rodziny Marleya.